# Arthur Brancart
Pour les articles homonymes, voir Brancart.
Compléments
Brancart, inventeur de la marbrite, donna un grand essor aux verreries de Fauquez
Arthur Brancart, né le 13 juin 1870 à Thulin (Belgique) et décédé le 17 juillet 1934 à Virginal-Fauquez (Belgique), est un maître-verrier belge, inventeur de la marbrite. Il donne un grand développement aux verreries de Fauquez durant le XXe siècle. 

## Biographie
Arthur est encore très jeune lorsqu’il entre au service de l’industrie du verre dans le Hainaut. Il est autodidacte et suit des cours du soir en s‘intéressant aux arts plastiques.  Apprenti-verrier à la fin de son adolescence, il s’intéresse également aux idées socialistes du Parti ouvrier belge. Ce qui lui coûte son emploi (1885). 
Il s’initie alors à la gravure sur verre à Saint-Ghislain. Sa créativité et ses qualités professionnelles de gestionnaire lui ouvrent des portes : en 1898, il devient chef d’atelier aux Gobeleteries et Cristalleries de l’Escaut à Anvers.  Au début du XXe siècle,  il est envoyé en Pologne pour y redresser une verrerie en difficulté. 
C’est en 1902 qu’Arthur Brancart arrive à la Verrerie de Fauquez. Il en est le directeur et organise sa propre société en 1904. Il combine des qualités d’excellent gestionnaire à une grande créativité innovatrice dans le domaine du verre : il ouvre un département de céramique (1904) et surtout il met au point la ‘marbrite’ après la Première Guerre mondiale (en 1919) qui fera la renommée des ‘Verreries de Fauquez’ et conduira à sa grande expansion. La marbrite, comme matériau, est adoptée par les grands maîtres de l’Art déco. La demande est grande pour ce nouveau produit marbrier qui de plus est primé lors de l’Exposition des Arts Décoratifs de Paris en 1925. À son apogée, vers 1934, les Verreries de Fauquez emploieront jusqu’à 3000 personnes dont beaucoup sont issues de l’immigration. C’est l’entreprise la plus prospère de cette région du Brabant méridional.
Or Arthur Brancart reste fidèle à l’engagement social et aux idées de sa jeunesse. Il est très attentif au sort de ses ouvriers et employés. Les 'Verreries de Fauquez' deviennent comme une petite ville en autarcie où tout est pris en charge. Chaque ouvrier reçoit son logement (gratuit tant qu’il travaille aux verreries). Dispensaire, écoles, magasins (de style ‘coopérative’), salle de cinéma, et même une chapelle (chapelle Sainte-Lutgarde, dite 'chapelle de verre')) sont construits à Fauquez, près du canal Charleroi-Bruxelles. Formation et voyages éducatifs sont organisés.   
Arthur Brancart meurt le 17 juillet 1934. Son entreprise est alors florissante. Elle produit surtout de la marbrite mais encore du verre creux (bouteilles en tout genre), des verres spéciaux et de la céramique.  Mais le choc de la Seconde Guerre mondiale lui sera fatal. Elle périclite inexorablement pour arrêter toute activité en 1979.

## Hommage et souvenir
- La rue principale de Fauquez (commune d'Ittre) passant au-dessus du canal Charleroi-Bruxelles et de la Sennette, a été baptisée ‘rue Arthur Brancart’. Un buste du fondateur des ‘Verreries de Fauquez’ y fut érigé près de la chapelle Sainte-Lutgarde (dite ‘chapelle de verre’). Il s'y trouve également une 'allée de la marbrite'.